# يوكا يوشيدا
يوكا يوشيدا (باليابانية: 吉田友佳) مواليد 1 أبريل 1976 في توتوري، اليابان، هي لاعبة كرة مضرب يابانية بدأت مسيرتها كمحترفة سنة 1994 تلعب باليد اليمنى. أعلى تصنيف لها في الفردي كان المركز الـ 52 في سنة 1997. أعلى تصنيف لها في الزوجي كان المركز الـ 51 في سنة 1999.

## النهائيات

### الفردي (الوصافة 1)
| الحصيلة | الرقم | التاريخ       | الدورة            | الأرضية | المنافس        | النتيجة  |
| ------- | ----- | ------------- | ----------------- | ------- | -------------- | -------- |
| الوصافة | 1.    | 21 أبريل 1997 | جاكرتا، إندونيسيا | ترابية  | ناوكو سواماتسا | 3–6, 2–6 |

### الزوجي: 2 (الألقاب 1, الوصافة 2)
| الحصيلة | الرقم | التاريخ        | الدورة                            | الأرضية | الشريك        | المنافس                            | النتيجة       |
| ------- | ----- | -------------- | --------------------------------- | ------- | ------------- | ---------------------------------- | ------------- |
| الفوز   | 1.    | 10 أبريل 1995  | بطولة طوكيو للتنس، اليابان        | صلبة    | ميهو سايكي    | كيوكو ناجاتسوكا أي سوجياما         | 6–7, 6–4, 7–6 |
| الفوز   | 2.    | 18 نوفمبر 1996 | تايلاند المفتوحة للسيدات، تايلاند | صلبة    | ميهو سايكي    | تينا كريزان نانا مياجي             | 6–2, 6–3      |
| الوصافة | 3.    | 21 أبريل 1997  | جاكرتا، إندونيسيا                 | صلبة    | لينكا نيمكوفا | كيري آن غوس كريستين كونسي          | 4–6, 7–5, 5–7 |
| الوصافة | 4.    | 8 نوفمبر 1999  | كوالا لمبور، ماليزيا              | ترابية  | ريكا هيراكي   | يلينا كوستانيتش توسيتش تينا بيسنيك | 6–3, 2–6, 4–6 |
| الفوز   | 5.    | 14 فبراير 2005 | ممفيس، الولايات المتحدة           | صلبة    | ميهو سايكي    | لورا غرانفيل أبيغيل سبيرز          | 6–3, 6–4      |

## روابط خارجية
- يوكا يوشيدا على موقع رابطة محترفات التنس (الإنجليزية)
- يوكا يوشيدا على موقع الاتحاد الدولي لكرة المضرب (الإنجليزية)
- يوكا يوشيدا على موقع كأس بيلي جين كينغ (الإنجليزية)
- يوكا يوشيدا على موقع خلاصة التنس.كوم (الإنجليزية)